# Железа

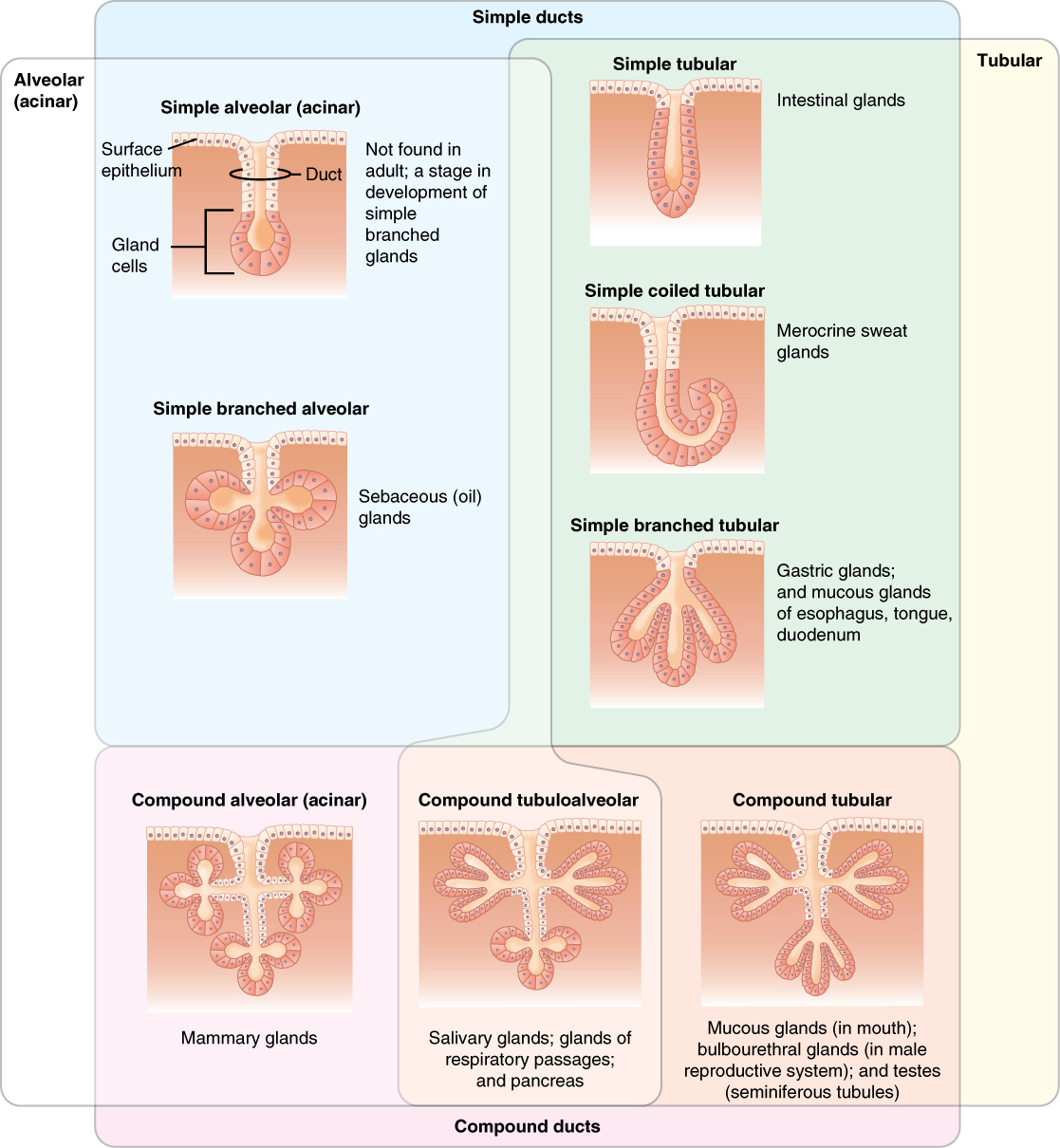
Типы желёз по строению

Железа́ (лат. glandula; др.-греч. ἀδήν) — орган животных или человека, состоящий из секреторных клеток, вырабатывающих специфические вещества различной химической природы. Вещества могут выделяться в выводные протоки (экзокринные железы) либо в качестве гормона — прямо в систему кровообращения или в лимфу (эндокринные железы). Эндокринные железы вырабатывают высокоактивные вещества — гормоны. Состоят только из железистых клеток и не имеют выводных протоков. Эти железы входят в состав эндокринной системы и выполняют регулирующую функцию.
Экзокринные железы продуцируют секреты, выделяющиеся во внешнюю среду либо в полости органов, выстланные эпителием. Они бывают одноклеточными (например, бокаловидные клетки) и многоклеточными. Последние состоят из двух частей: секреторных отделов и выводных протоков.
Деятельность желёз регулируется нервной системой, а также гуморальными факторами.